# Ēriks Pētersons
Ēriks Pētersons (Riga, 7 ottobre 1909 – 29 giugno 1987) è stato un calciatore e hockeista su ghiaccio lettone.

## Carriera da calciatore

### Club
Ha militato nell'RFK Riga negli anni in cui è stato convocato in nazionale: con questa squadra ha vinto 5 campionati lettoni e due coppe lettoni.

### Nazionale
Con 63 presenze e 24 gol è il calciatore con più presenze e più reti in nazionale nell'epoca tra le due guerre mondiali (prima indipendenza lettone); il suo record di reti in nazionale ha resistito per 70 anni ed è stato battuto da Māris Verpakovskis.
L'esordio in nazionale è stato il 14 agosto 1929 nella gara di Coppa del Baltico contro la Lituania; al terzo incontro mise a segno la sua prima rete nell'amichevole contro la Finlandia. Il 17 agosto 1930 realizzò una tripletta contro la Lituania in Coppa del Baltico, mentre l'anno successivo, sempre contro la Lituania, mise a segno un poker.
Ha vinto con la nazionale quattro Coppe del Baltico, oltre a due titoli di capocannoniere della stessa competizione.

## Carriera da hockeista su ghiaccio
Nella nazionale del suo paese ha totalizzato 8 presenze con due reti.

## Statistiche

### Cronologia presenze e reti in nazionale
| Cronologia completa delle presenze e delle reti in nazionale ― Lettonia | Cronologia completa delle presenze e delle reti in nazionale ― Lettonia | Cronologia completa delle presenze e delle reti in nazionale ― Lettonia | Cronologia completa delle presenze e delle reti in nazionale ― Lettonia | Cronologia completa delle presenze e delle reti in nazionale ― Lettonia | Cronologia completa delle presenze e delle reti in nazionale ― Lettonia | Cronologia completa delle presenze e delle reti in nazionale ― Lettonia | Cronologia completa delle presenze e delle reti in nazionale ― Lettonia |
| Data                                                                    | Città                                                                   | In casa                                                                 | Risultato                                                               | Ospiti                                                                  | Competizione                                                            | Reti                                                                    | Note                                                                    |
| ----------------------------------------------------------------------- | ----------------------------------------------------------------------- | ----------------------------------------------------------------------- | ----------------------------------------------------------------------- | ----------------------------------------------------------------------- | ----------------------------------------------------------------------- | ----------------------------------------------------------------------- | ----------------------------------------------------------------------- |
| 14-8-1929                                                               | Riga                                                                    | Lettonia                                                                | 3 – 1                                                                   | Lituania                                                                | Coppa del Baltico 1929                                                  | -                                                                       |                                                                         |
| 15-8-1929                                                               | Riga                                                                    | Lettonia                                                                | 2 – 2                                                                   | Estonia                                                                 | Coppa del Baltico 1929                                                  | -                                                                       |                                                                         |
| 15-9-1929                                                               | Helsinki                                                                | Finlandia                                                               | 2 – 4                                                                   | Lettonia                                                                | Amichevole                                                              | 1                                                                       |                                                                         |
| 18-9-1929                                                               | Tallinn                                                                 | Estonia                                                                 | 4 – 1                                                                   | Lettonia                                                                | Amichevole                                                              | -                                                                       |                                                                         |
| 27-6-1930                                                               | Tallinn                                                                 | Estonia                                                                 | 1 – 1                                                                   | Lettonia                                                                | Amichevole                                                              | -                                                                       |                                                                         |
| 22-7-1930                                                               | Riga                                                                    | Lettonia                                                                | 0 – 5                                                                   | Svezia                                                                  | Amichevole                                                              | -                                                                       |                                                                         |
| 4-8-1930                                                                | Riga                                                                    | Lettonia                                                                | 3 – 0                                                                   | Finlandia                                                               | Amichevole                                                              | 1                                                                       |                                                                         |
| 16-8-1930                                                               | Kaunas                                                                  | Lettonia                                                                | 3 – 2                                                                   | Estonia                                                                 | Coppa del Baltico 1930                                                  | 1                                                                       |                                                                         |
| 17-8-1930                                                               | Kaunas                                                                  | Lituania                                                                | 3 – 3                                                                   | Lettonia                                                                | Coppa del Baltico 1930                                                  | 3                                                                       |                                                                         |
| 26-10-1930                                                              | Varsavia                                                                | Polonia                                                                 | 6 – 0                                                                   | Lettonia                                                                | Amichevole                                                              | -                                                                       |                                                                         |
| 28-5-1931                                                               | Riga                                                                    | Lettonia                                                                | 0 – 1                                                                   | Estonia                                                                 | Amichevole                                                              | -                                                                       |                                                                         |
| 30-6-1931                                                               | Riga                                                                    | Lettonia                                                                | 5 – 2                                                                   | Lituania                                                                | Amichevole                                                              | 4                                                                       |                                                                         |
| 26-7-1931                                                               | Västerås                                                                | Svezia                                                                  | 6 – 0                                                                   | Lettonia                                                                | Amichevole                                                              | -                                                                       |                                                                         |
| 19-8-1931                                                               | Helsinki                                                                | Finlandia                                                               | 4 – 0                                                                   | Lettonia                                                                | Amichevole                                                              | -                                                                       |                                                                         |
| 31-8-1931                                                               | Tallinn                                                                 | Lettonia                                                                | 1 – 0                                                                   | Lituania                                                                | Coppa del Baltico 1931                                                  | 1                                                                       |                                                                         |
| 1-9-1931                                                                | Tallinn                                                                 | Estonia                                                                 | 3 – 1                                                                   | Lettonia                                                                | Coppa del Baltico 1931                                                  | -                                                                       |                                                                         |
| 27-9-1931                                                               | Riga                                                                    | Lettonia                                                                | 2 – 1                                                                   | Estonia                                                                 | Amichevole                                                              | -                                                                       |                                                                         |
| 29-6-1932                                                               | Kaunas                                                                  | Lituania                                                                | 2 – 3                                                                   | Lettonia                                                                | Amichevole                                                              | -                                                                       |                                                                         |
| 13-7-1932                                                               | Riga                                                                    | Lettonia                                                                | 0 – 0                                                                   | Svezia                                                                  | Amichevole                                                              | -                                                                       |                                                                         |
| 24-7-1932                                                               | Liepaja                                                                 | Lettonia                                                                | 2 – 1                                                                   | Lituania                                                                | Amichevole                                                              | 1                                                                       |                                                                         |
| 28-8-1932                                                               | Riga                                                                    | Lettonia                                                                | 4 – 1                                                                   | Lituania                                                                | Coppa del Baltico 1932                                                  | 1                                                                       |                                                                         |
| 30-8-1932                                                               | Riga                                                                    | Lettonia                                                                | 1 – 0                                                                   | Estonia                                                                 | Coppa del Baltico 1932                                                  | -                                                                       |                                                                         |
| 28-5-1933                                                               | Riga                                                                    | Lettonia                                                                | 2 – 0                                                                   | Estonia                                                                 | Amichevole                                                              | 1                                                                       |                                                                         |
| 12-6-1933                                                               | Riga                                                                    | Lettonia                                                                | 6 – 2                                                                   | Lituania                                                                | Amichevole                                                              | 3                                                                       |                                                                         |
| 4-7-1933                                                                | Riga                                                                    | Lettonia                                                                | 1 – 1                                                                   | Svezia                                                                  | Amichevole                                                              | 1                                                                       |                                                                         |
| 9-8-1933                                                                | Tallinn                                                                 | Estonia                                                                 | 2 – 1                                                                   | Lettonia                                                                | Amichevole                                                              | -                                                                       |                                                                         |
| 3-9-1933                                                                | Kaunas                                                                  | Estonia                                                                 | 0 – 1                                                                   | Lettonia                                                                | Coppa del Baltico 1933                                                  | -                                                                       |                                                                         |
| 4-9-1933                                                                | Kaunas                                                                  | Lituania                                                                | 2 – 2                                                                   | Lettonia                                                                | Coppa del Baltico 1933                                                  | 2                                                                       |                                                                         |
| 10-6-1934                                                               | Kaunas                                                                  | Lituania                                                                | 2 – 0                                                                   | Lettonia                                                                | Amichevole                                                              | -                                                                       |                                                                         |
| 14-8-1934                                                               | Riga                                                                    | Lettonia                                                                | 1 – 1                                                                   | Finlandia                                                               | Amichevole                                                              | -                                                                       |                                                                         |
| 9-9-1934                                                                | Riga                                                                    | Lettonia                                                                | 1 – 3                                                                   | Lituania                                                                | Amichevole                                                              | -                                                                       |                                                                         |
| 23-9-1934                                                               | Stoccolma                                                               | Svezia                                                                  | 3 – 1                                                                   | Lettonia                                                                | Amichevole                                                              | -                                                                       |                                                                         |
| 5-7-1935                                                                | Riga                                                                    | Lettonia                                                                | 0 – 3                                                                   | Svezia                                                                  | Amichevole                                                              | -                                                                       |                                                                         |
| 21-8-1935                                                               | Tallinn                                                                 | Lettonia                                                                | 2 – 2                                                                   | Lituania                                                                | Coppa del Baltico 1935                                                  | -                                                                       |                                                                         |
| 22-8-1935                                                               | Tallinn                                                                 | Estonia                                                                 | 1 – 1                                                                   | Lettonia                                                                | Coppa del Baltico 1935                                                  | 1                                                                       |                                                                         |
| 8-9-1935                                                                | Kaunas                                                                  | Lituania                                                                | 2 – 2                                                                   | Lettonia                                                                | Amichevole                                                              | 1                                                                       |                                                                         |
| 15-9-1935                                                               | Łódź                                                                    | Polonia                                                                 | 3 – 3                                                                   | Lettonia                                                                | Amichevole                                                              | 1                                                                       |                                                                         |
| 13-10-1935                                                              | Konigsberg                                                              | Germania                                                                | 3 – 0                                                                   | Lettonia                                                                | Amichevole                                                              | -                                                                       |                                                                         |
| 29-8-1936                                                               | Riga                                                                    | Lettonia                                                                | 2 – 1                                                                   | Lituania                                                                | Coppa del Baltico 1936                                                  | -                                                                       |                                                                         |
| 31-8-1936                                                               | Riga                                                                    | Lettonia                                                                | 2 – 1                                                                   | Estonia                                                                 | Coppa del Baltico 1936                                                  | -                                                                       |                                                                         |
| 6-9-1936                                                                | Riga                                                                    | Lettonia                                                                | 3 – 3                                                                   | Polonia                                                                 | Amichevole                                                              | 1                                                                       |                                                                         |
| 12-7-1937                                                               | Riga                                                                    | Lettonia                                                                | 0 – 0                                                                   | Romania                                                                 | Amichevole                                                              | -                                                                       |                                                                         |
| 29-7-1937                                                               | Riga                                                                    | Lettonia                                                                | 4 – 2                                                                   | Lituania                                                                | Qual. Mondiali 1938                                                     | -                                                                       |                                                                         |
| 3-9-1937                                                                | Kaunas                                                                  | Lituania                                                                | 1 – 5                                                                   | Lettonia                                                                | Qual. Mondiali 1938                                                     | -                                                                       |                                                                         |
| 4-9-1937                                                                | Kaunas                                                                  | Estonia                                                                 | 1 – 1                                                                   | Lettonia                                                                | Coppa del Baltico 1937                                                  | -                                                                       |                                                                         |
| 7-9-1937                                                                | Kaunas                                                                  | Lituania                                                                | 0 – 2                                                                   | Lettonia                                                                | Coppa del Baltico 1937                                                  | -                                                                       |                                                                         |
| 19-9-1937                                                               | Riga                                                                    | Lettonia                                                                | 3 – 1                                                                   | Estonia                                                                 | Amichevole                                                              | -                                                                       |                                                                         |
| 5-10-1937                                                               | Vienna                                                                  | Austria                                                                 | 2 – 1                                                                   | Lituania                                                                | Qual. Mondiali 1938                                                     | -                                                                       |                                                                         |
| 10-10-1937                                                              | Katowice                                                                | Polonia                                                                 | 2 – 1                                                                   | Lettonia                                                                | Amichevole                                                              | -                                                                       |                                                                         |
| 17-5-1938                                                               | Riga                                                                    | Lettonia                                                                | 2 – 0                                                                   | Lituania                                                                | Amichevole                                                              | -                                                                       |                                                                         |
| 10-6-1938                                                               | Solna                                                                   | Svezia                                                                  | 3 – 3                                                                   | Lettonia                                                                | Amichevole                                                              | -                                                                       |                                                                         |
| 27-6-1938                                                               | Riga                                                                    | Lettonia                                                                | 3 – 0                                                                   | Ungheria                                                                | Amichevole                                                              | -                                                                       |                                                                         |
| 20-7-1938                                                               | Tallinn                                                                 | Estonia                                                                 | 2 – 0                                                                   | Lettonia                                                                | Amichevole                                                              | -                                                                       |                                                                         |
| 28-8-1938                                                               | Riga                                                                    | Lettonia                                                                | 2 – 1                                                                   | Cecoslovacchia                                                          | Amichevole                                                              | -                                                                       |                                                                         |
| 4-9-1938                                                                | Tallinn                                                                 | Lettonia                                                                | 1 – 1                                                                   | Lituania                                                                | Coppa del Baltico 1938                                                  | -                                                                       |                                                                         |
| 5-9-1938                                                                | Tallinn                                                                 | Estonia                                                                 | 1 – 1                                                                   | Lettonia                                                                | Coppa del Baltico 1938                                                  | -                                                                       |                                                                         |
| 25-9-1938                                                               | Bucarest                                                                | Romania                                                                 | 4 – 0                                                                   | Lettonia                                                                | Amichevole                                                              | -                                                                       |                                                                         |
| 18-5-1939                                                               | Riga                                                                    | Lettonia                                                                | 2 – 1                                                                   | Lettonia                                                                | Amichevole                                                              | -                                                                       |                                                                         |
| 24-5-1939                                                               | Sofia                                                                   | Bulgaria                                                                | 3 – 0                                                                   | Polonia                                                                 | Amichevole                                                              | -                                                                       |                                                                         |
| 27-7-1939                                                               | Riga                                                                    | Lettonia                                                                | 3 – 3                                                                   | Estonia                                                                 | Amichevole                                                              | -                                                                       |                                                                         |
| 24-9-1939                                                               | Helsinki                                                                | Finlandia                                                               | 0 – 3                                                                   | Lettonia                                                                | Amichevole                                                              | -                                                                       |                                                                         |
| Totale                                                                  |                                                                         | Presenze                                                                | 63                                                                      |                                                                         | Reti                                                                    | 24                                                                      |                                                                         |

## Palmarès

### Calciatore

#### Club
- Campionato di calcio lettone: 5

1930, 1931, 1934, 1935, 1939-40
- Coppe di Lettonia: 2

1937, 1938

#### Nazionale
- Coppa del Baltico: 4

1932, 1933, 1936, 1937

#### Individuale
- Capocannoniere della Coppa del Baltico: 4

1930 (4 reti), 1933 (2 reti)